# Corixa panzeri
Corixa panzeri är en insektsart som beskrevs av Franz Xaver Fieber 1848. Corixa panzeri ingår i släktet Corixa och familjen buksimmare. Arten är reproducerande i Sverige. Inga underarter finns listade i Catalogue of Life.